# Centistina fusciscapa
Centistina fusciscapa är en stekelart som beskrevs av Van Achterberg och Shaw 2000. Centistina fusciscapa ingår i släktet Centistina och familjen bracksteklar. Inga underarter finns listade.